# 科學證據
科學證據是用作支持或反驳科学理论或科學假设的证据。 有時候，科学家也會用其他方式的证据，例如将理论应用于实际问题时，便會採用经验证据，并可根据科学方法进行解释。科学证据的标准，會因研究的领域而异，但科学证据的强度通常基于统计分析的结果和科学控制的强度。